# Ansgars (parochie, Aalborg)
Ansgars is een parochie van de Deense Volkskerk in de Deense gemeente Aalborg. De parochie maakt deel uit van het bisdom Aalborg en telt 5744 kerkleden op een bevolking van 6732 (2004).
Ansgars · Budolfi · Hans Egedes · Hasseris · Margrethe · Sankt Markus · Vejgaard · Vesterkær · Vor Frelser · Vor Frue